# Bath Rugby
Bath Rugby är en engelsk rugby union-klubb som spelar i högsta ligan (Premiership Rugby) i England. Klubben grundades 1865 och har sedan 1894 spelat sina hemmamatcher på Recreation Ground som ligger i Bath.
Bath Rugby var särskilt framgångsrika mellan 1984 och 1998 när klubben vann tio inhemska cuper, sex Premiership-titlar och blev första engelska klubb att vinna Heineken Cup 1998.

## Titlar
Engelska mästare (Premiership Rugby)
- 1988/89
- 1990/91
- 1991/92
- 1992/93
- 1993/94
- 1995/96

Engelska cupmästare (RFU Knockout Cup)

- 1983/84
- 1984/85
- 1985/86
- 1986/87
- 1988/89
- 1989/90
- 1991/92
- 1993/94
- 1994/95
- 1995/96

European Rugby Champions Cup
- 1997/98

European Rugby Challenge Cup
- 2007/08